# Tartu–Pszkovi-vasútvonal
A Tartu–Pszkovi-vasútvonal Észtország déli részén futó vasútvonal, amely Tartu városát köti össze az Oroszországban fekvő Pszkov várossal. A vasútvonal 1520 mm-es nyomtávú, 87,3 km hosszú, nem villamosított vasútvonal. Üzemeltetője az EVR Infra.

## Története
A vasútvonal 1927 és 1931 közt épült meg. A vasútvonal megépülése előtt a vonatok Tartuból Valgán át jutottak el Oroszországba. Ezt a kitérőt rövidíti le a Tartu–Pszkovi-vasútvonal. Személyforgalom a vonalon csak Tartu és Koidula közt üzemel. A vasútvonalhoz csatlakozik délről a Valga–Pszkovi-vasútvonal. Az észt fővárosból, Tallinnból menetrend szerinti járatok közlekednek Tartuba.

## Képek

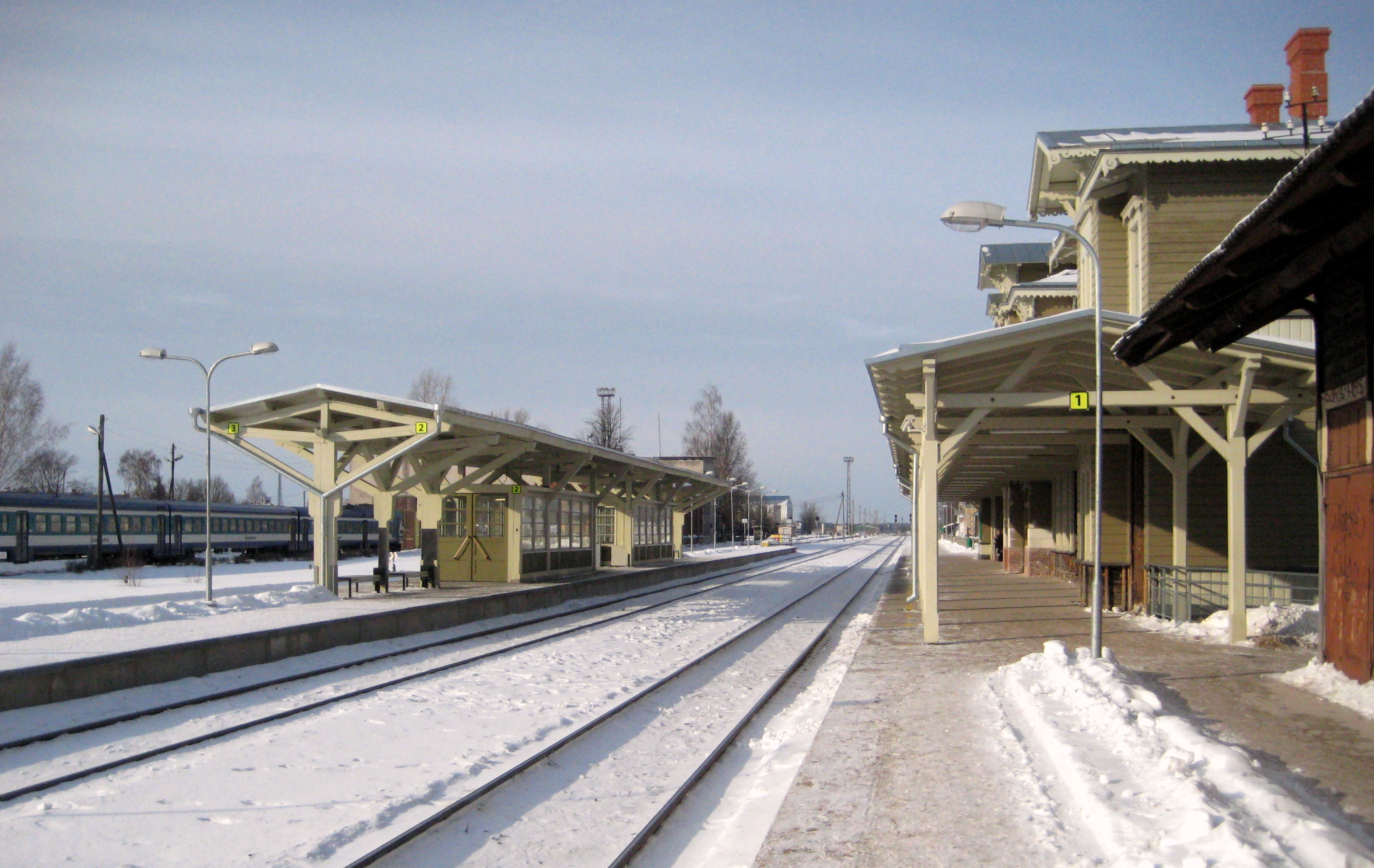
Tartu
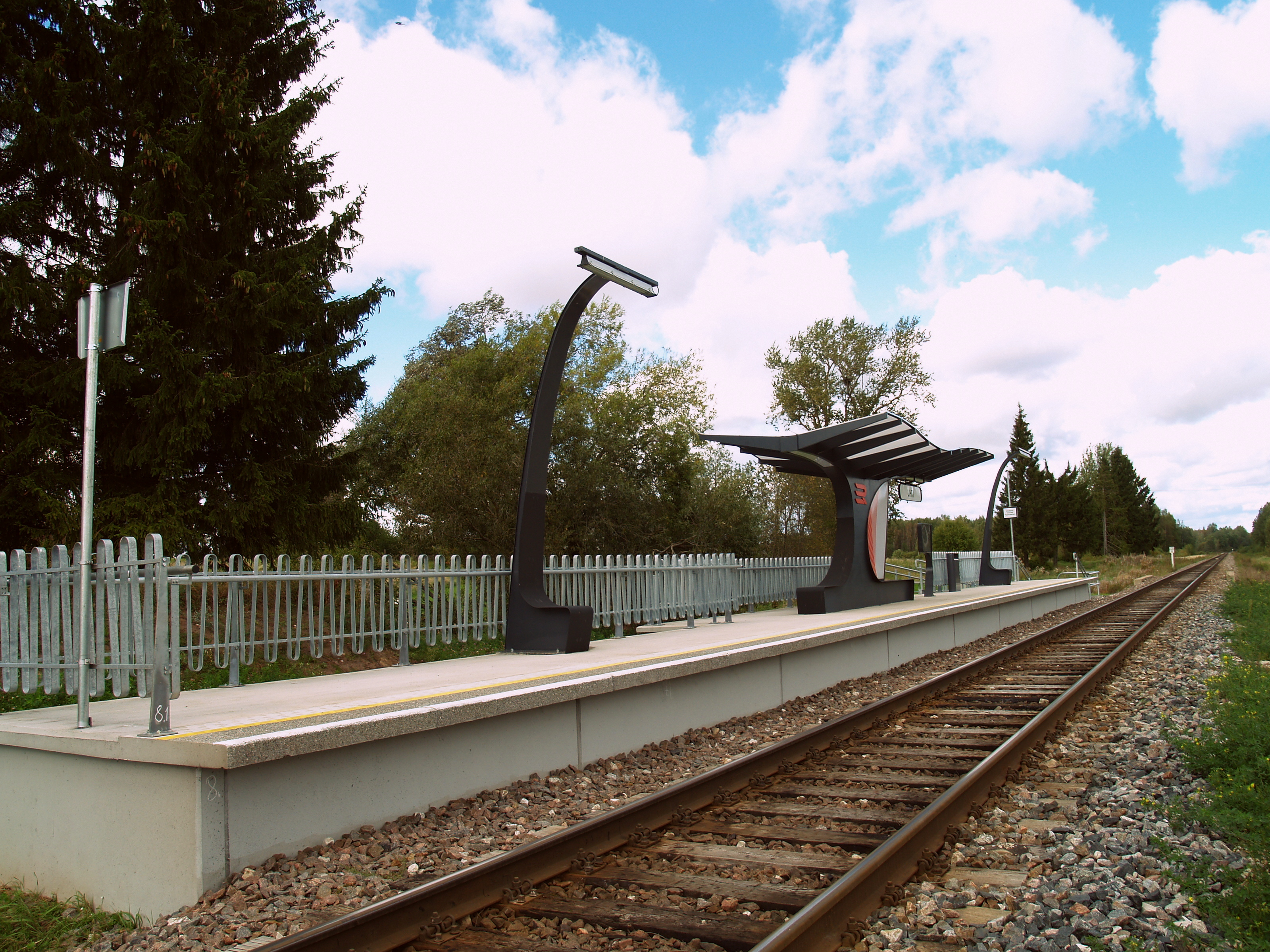
Uhti
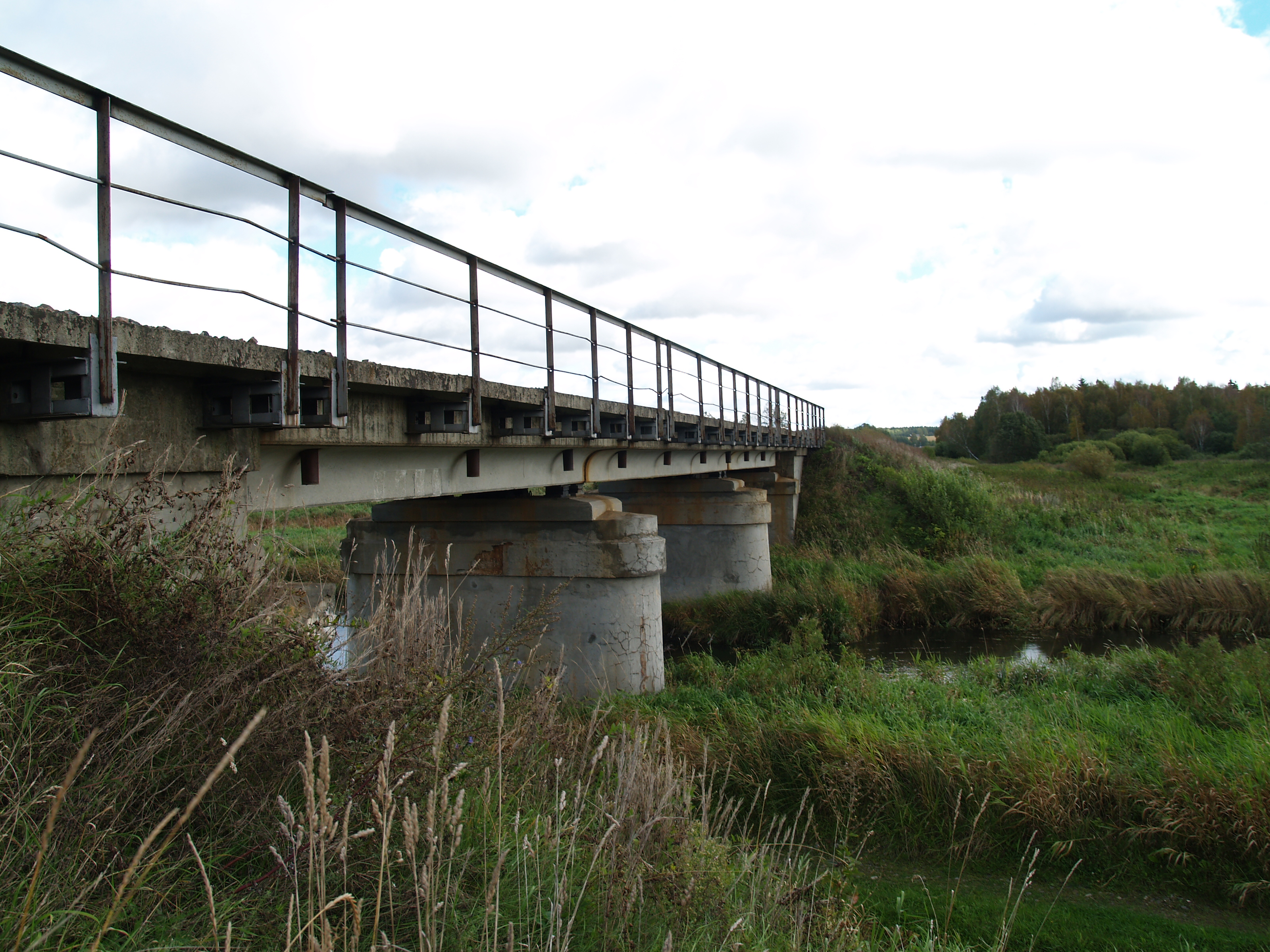
Uhti vasúti hídja
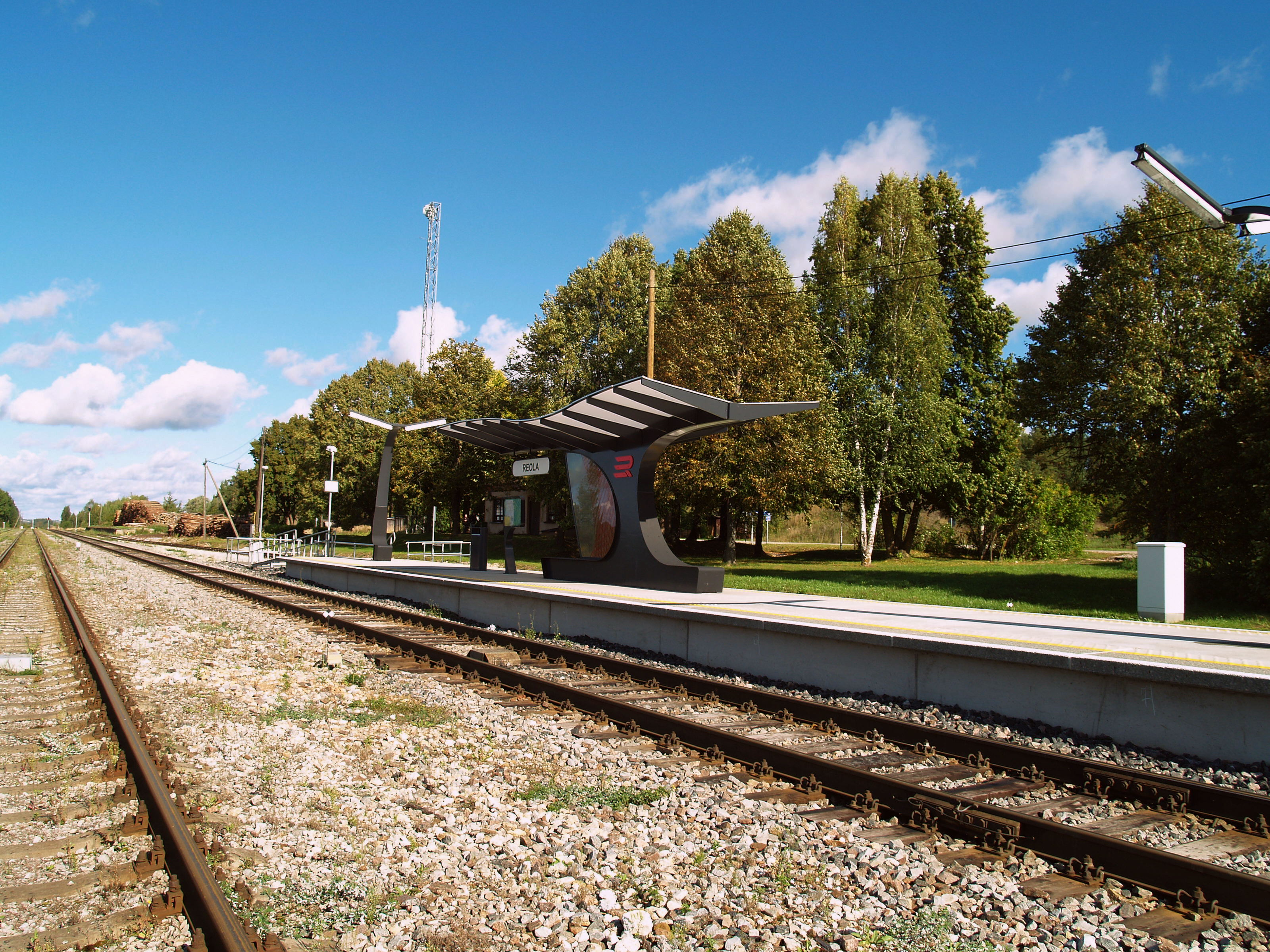
Reola faluban
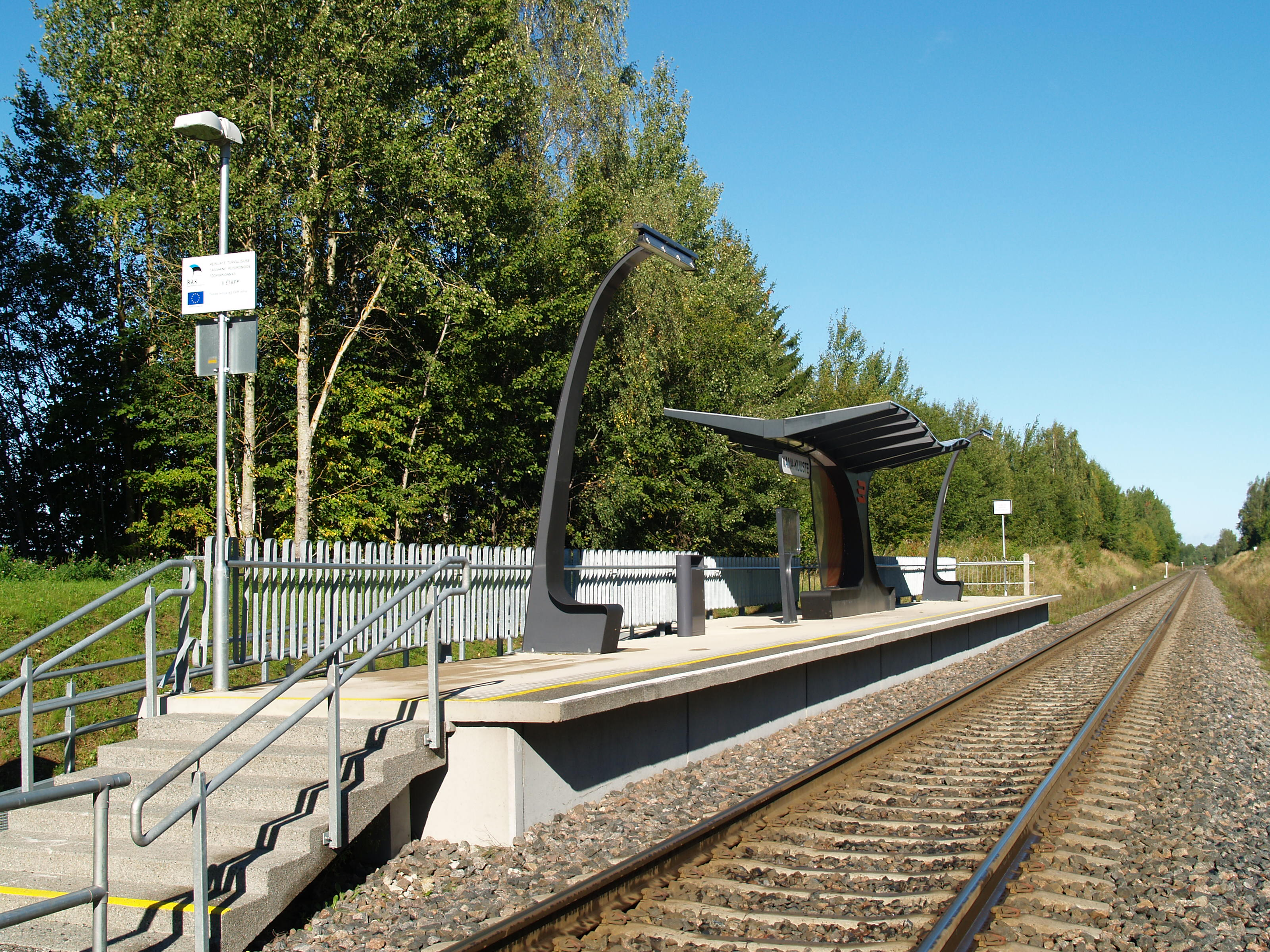
Vana-Kuuste
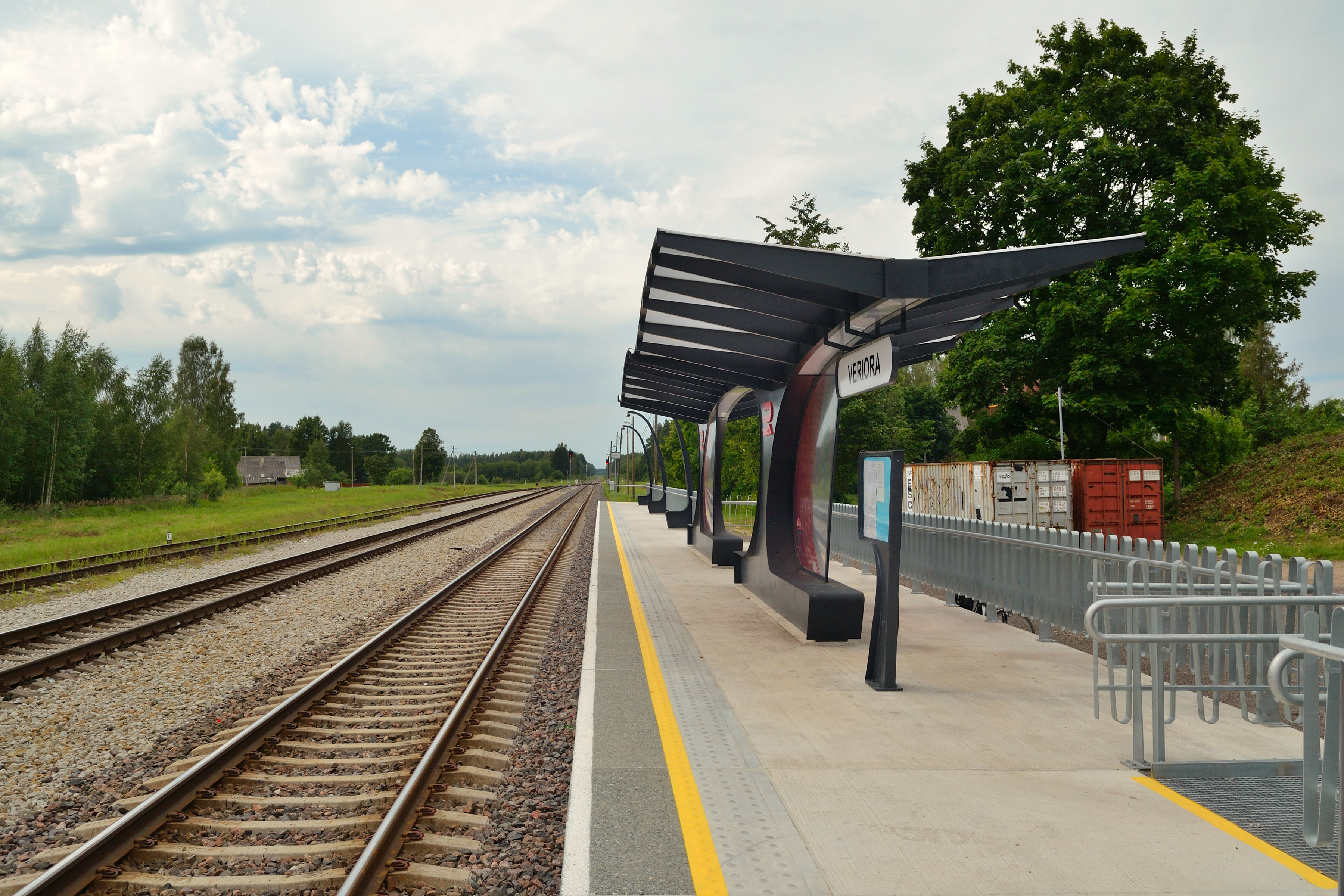
Veriora

## Fordítás
- Ez a szócikk részben vagy egészben  a   Bahnstrecke Tartu–Petschory című német Wikipédia-szócikk ezen változatának fordításán alapul.  Az eredeti cikk szerkesztőit annak laptörténete sorolja fel. Ez a jelzés csupán a megfogalmazás eredetét és a szerzői jogokat jelzi, nem szolgál a cikkben szereplő információk forrásmegjelöléseként.